# Melvin Stewart
Pour les articles homonymes, voir Stewart.
Cet article possède un paronyme, voir Mel Stewart.
Melvin Monroe (« Mel ») Stewart, né le 16 novembre 1968 à Gastonia en Caroline du Nord, est un ancien nageur américain, spécialiste du papillon.
Il remporta deux médailles d'or et une médaille de bronze aux Jeux olympiques d'été de 1992 à Barcelone.

## Palmarès

### Jeux olympiques
| Discipline / Année   | Barcelone 1992 |
| -------------------- | -------------- |
| 200 m papillon       | Or             |
| 4 × 100 m 4 nages    | Or             |
| 4 × 200 m nage libre | Bronze         |

### Championnats du monde
| Discipline / Année   | Perth 1991 |
| -------------------- | ---------- |
| 200 m papillon       | Or         |
| 4 × 200 m nage libre | Argent     |